# Hadi Al-Somaily
Hadi Soua'an Al-Somaily (Arabia Saudita, 30 de diciembre de 1976) es un atleta saudí retirado, especializado en la prueba de 400 m vallas en la que llegó a ser subcampeón olímpico en 2000.

## Carrera deportiva
En los JJ. OO. de Sídney 2000 ganó la medalla de plata en los 400 metros vallas, con un tiempo de 47.53 segundos, llegando a la meta tras el estadounidense Angelo Taylor y por delante del Llewellyn Herbert.